# Oxytropis interposita
Oxytropis interposita är en ärtväxtart som beskrevs av Vladimir N. Siplivinsky. Oxytropis interposita ingår i släktet klovedlar, och familjen ärtväxter. Inga underarter finns listade i Catalogue of Life.